# اریک اشاوسیتو
اریک اشاوسیتو (انگلیسی: Erik Expósito؛ زادهٔ ۲۳ ژوئن ۱۹۹۶) بازیکن فوتبال اهل اسپانیا است.